# Джо Алън
Джоузеф Майкъл Алън (на английски: Joseph Michael Allen) е бивш уелски футболист, играещ като полузащитник.

## Клубна кариера

### Суонзи сити
Алън влиза в академията на Суонзи Сити още на девет години. Дебютът си за Суонзи Сити прави на 16 години, като влиза резерва срещу Блекпул в мач от Английска първа футболна лига. Суонзи пада с 6-3 и отбора не успява да се класира за плейофите.
В подготвителния период преди началото на следващия сезон Алън изиграва почти всички мачове. В началото на сезон 2007/08 започва като титуляр срещу Уолсол в мач от турнира Купа на лигата. Алън е избран за играч на мача, след като прави асистенция за гола на Пол Андерсън. През август 2007 г. Алън подписва първия си професионален договор. Срокът на договора е три години. Започва като титуляр и в следващия кръг за Купата на лигата срещу Рединг като отново е избран за играч на мача.
През следващия сезон Суонзи Сити заиграва в Чемпиъншип. Алън не успява да се пребори за титулярно място и отива под наем в Рексъм за един месец. Вкарва гол в дебюта си при победата с 3-1 над Йорк Сити. Впоследствие получава контузия и с наема му в Рексъм е свършено. Алън се завръща в игра за Суонзи Сити чак през декември срещу Барнзли. След като Суонзи падат с 2-0, Алън е пуснат в игра като резерва и отбора му успява да изравни до 2-2. Алън отново получава наградата играч на мача.
През април 2009 г. влиза като резерва в уелското дерби срещу Кардиф. В края на сезона подписва нов 3-годишен договор с клуба, според който Алън трябва да остане в клуба до лятото на 2012 г. След като прекарва сезона с контузия, Алън се завръща сред титулярите за сезон 2010/2011. Алън изиграва ключова роля за промоцията на отбора му във Премиершъп.
Дни преди началото на сезон 2011/12 във Висшата лига, Алън подписва нов 4-годишен договор с клуба.

### Ливърпул
На 10 август 2012 г. Алън преминава в гранда Ливърпул за сумата от 15 милиона паунда. На 18 август прави дебюта си във Висшата лига при загубата на Ливърпул с 3-0 от Уест Бромич Албиън. Започва като титуляр и в следващия мач на Ливърпул срещу Манчестър Сити при равенството 2-2.

## Национален отбор
През август 2007 г. Алън получава повиквателна за младежкия национален отбор на Уелс за контрола срещу Швеция. Влиза като резерва и вкарва победния гол за 4-3.
През май 2009 г. прави дебюта си за Уелс в мач срещу Естония. През ноември 2009 г. е повикан за контролната среща срещу Шотландия. Първия си мач като титуляр за Уелс, Алън изиграва срещу Швейцария в европейска квалификация през октомври 2011 г. Четири дни по-късно започва титуляр при победата срещу България с 1-0.
Джо Алън е титуляр за Уелс по време на Евро 2016. Уелс достига до полуфинал, а заради силните си игри Джо е избран в идеалния отбор на турнира.

## Олимпийски игри 2012
Алън е повикан за отбора на Великобритания за участието на Летни олимпийски игри 2012. Алън е един от петимата уелсци в състава.

## Стил на игра
Алън е централен полузащитник, който може да помогне на отбора си както офанзивно, така и дефанзивно. Силни страни в играта му са отнемането на топката и добрите му подавания, което помага за бърз преход от защита в атака. Позицията му би могла да се опише като изтеглен назад плеймейкър. При привличането си в Ливърпул, Алън е наречен „Уелския Шави“ от мениджъра на клуба Брендън Роджърс, по-късно получава и прякора „Уелския Пирло“.
В последния си сезон в Ливърпул Алън си пуска дълга коса и брада, което съчетано с някои негови силни мачове води до това привържениците на Ливърпул да го наричат „Исус“, „Господ“ и т.н.